# Liste des présidents de Cantabrie
Cet article dresse la liste des titulaires du poste de président de Cantabrie depuis l'approbation de la loi organique du 30 décembre 1981 portant statut d'autonomie de la Cantabrie.

## Liste
| Titulaire | Titulaire                   | Dates                                                           | Parti | Remarque                                                                                       |
| --------- | --------------------------- | --------------------------------------------------------------- | ----- | ---------------------------------------------------------------------------------------------- |
|           | José Antonio Rodríguez      | 16 juin 1983 – 27 mars 1984 (9 mois et 11 jours)                | Aucun | Exclu de l'UCD au lendemain de son investiture                                                 |
|           | Ángel Díaz de Entresotos    | 27 mars 1984 – 29 juillet 1987 (3 ans, 4 mois et 2 jours)       | AP    | Investi à la majorité simple                                                                   |
|           | Juan Hormaechea             | 29 juillet 1987 – 12 décembre 1990 (3 ans, 4 mois et 13 jours)  | Aucun | Renversé par une motion de censure                                                             |
|           | Jaime Blanco                | 12 décembre 1990 – 6 juillet 1991 (6 mois et 24 jours)          | PSOE  | Seul socialiste président de Cantabrie                                                         |
|           | Juan Hormaechea             | 6 juillet 1991 – 17 juillet 1995 (4 ans et 11 jours)            | PP    | Par intérim à compter du 5 novembre 1994                                                       |
|           | Juan Hormaechea             | 6 juillet 1991 – 17 juillet 1995 (4 ans et 11 jours)            | UPCA  | Par intérim à compter du 5 novembre 1994                                                       |
|           | José Joaquín Martínez Sieso | 17 juillet 1995 – 1er juillet 2003 (7 ans, 11 mois et 14 jours) | PP    | En coalition avec le PRC Premier président à exercer deux mandats                              |
|           | Miguel Ángel Revilla        | 1er juillet 2003 – 25 juin 2011 (7 ans, 11 mois et 24 jours)    | PRC   | En coalition avec le PSOE                                                                      |
|           | Ignacio Diego               | 25 juin 2011 – 7 juillet 2015 (4 ans et 12 jours)               | PP    | Première majorité absolue depuis 1983                                                          |
|           | Miguel Ángel Revilla        | 7 juillet 2015 - 4 juillet 2023 (7 ans, 11 mois et 27 jours)    | PRC   | En coalition avec le PSOE Premier président à exercer plus de deux mandats Record de longévité |
|           | María José Sáenz de Buruaga | Depuis le 4 juillet 2023 (1 an, 7 mois et 14 jours)             | PP    | Première femme Investie à la majorité simple                                                   |